# Wezep
Wezep est un village situé dans la commune néerlandaise d'Oldebroek, dans la province de Gueldre. Le 1er janvier 2008, le village comptait 13 680 habitants.

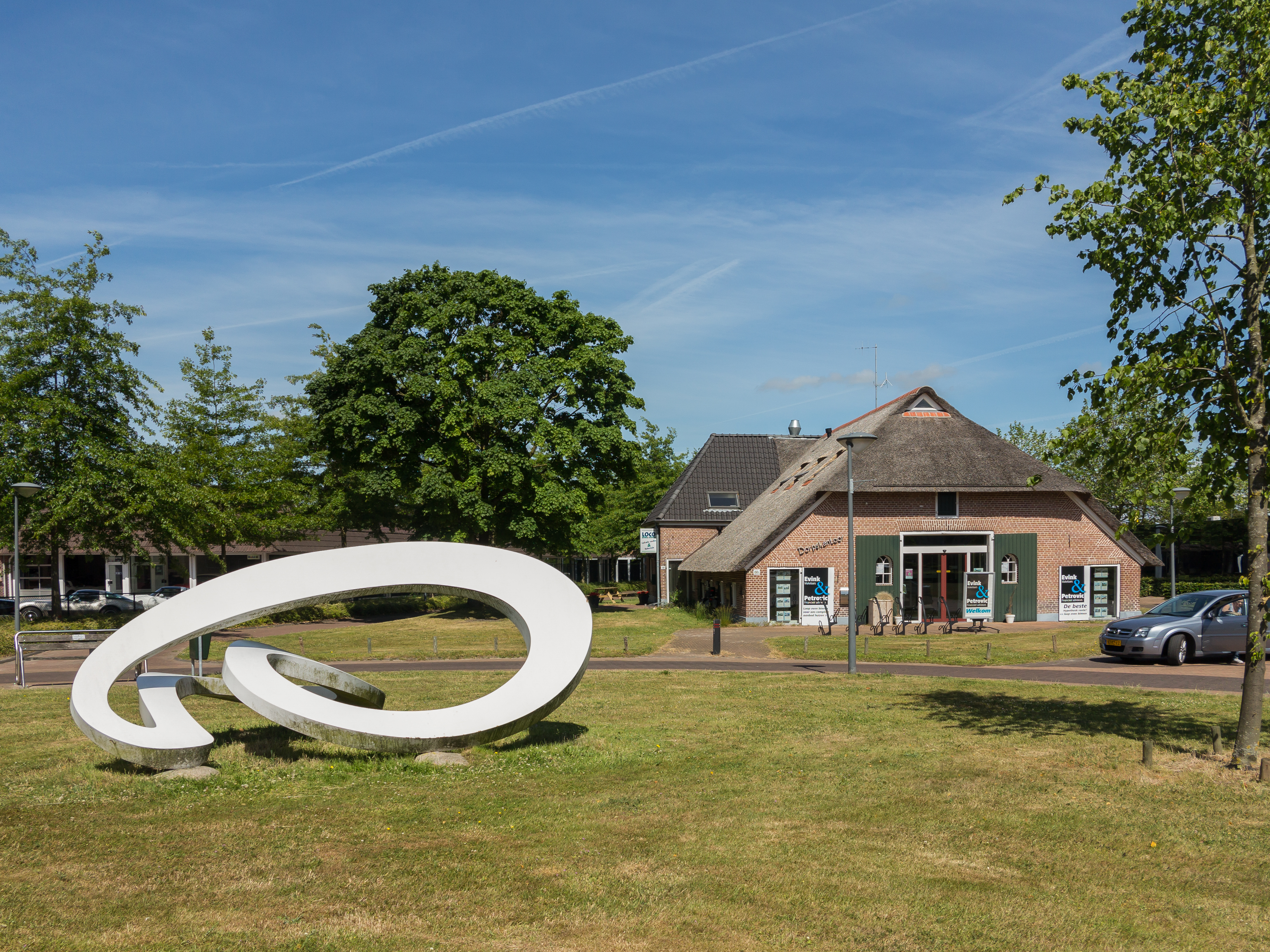
Wezep, bâtiment du village

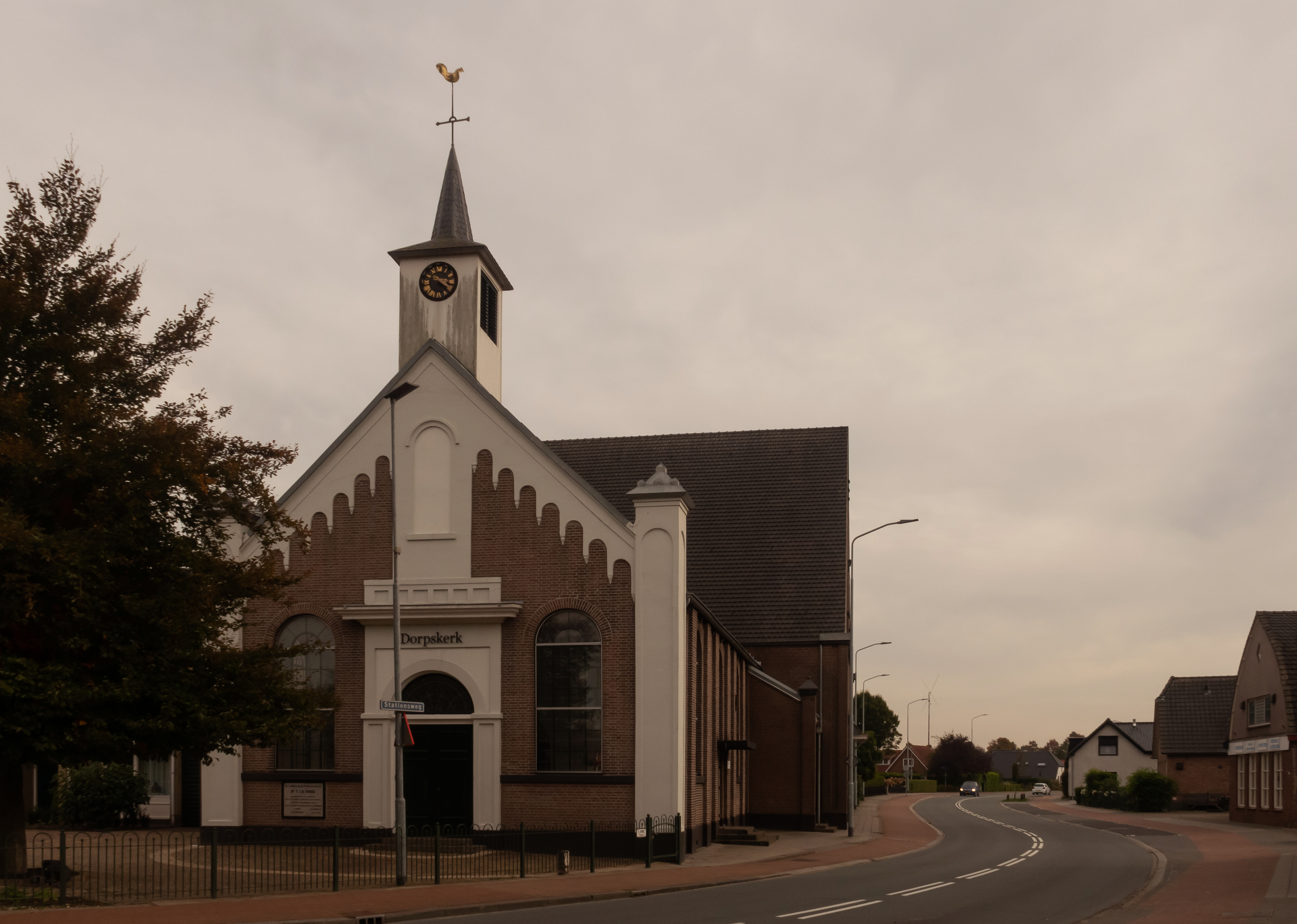
Wezep, L'église du village